# ウィローモス

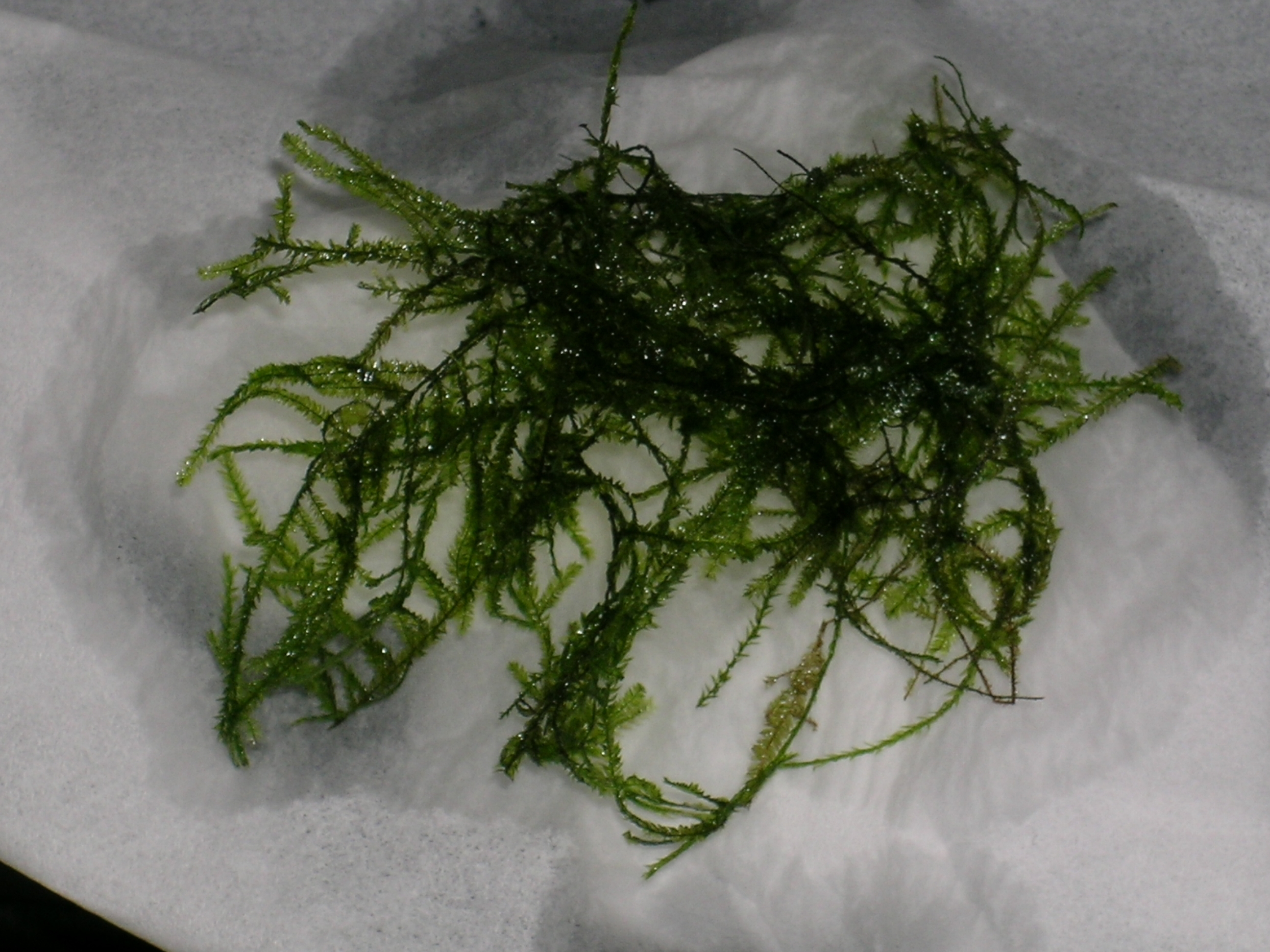
ウィローモス（水中葉）

ウィローモスとは、アクアリウムに使われる水生コケの通称である。

## 生態
世界中の温帯 - 熱帯にかけて分布しており、日本でもみられる。水中葉は糸状の細長い姿で、柳の葉のように茂る。濃緑色や黒みがかった緑色をしている。物に着生する性質があり、清流の中や水辺の岩などに着生して生活する。水中や常に湿っているか、水が滴っている環境を好み、乾燥には弱い。性質は丈夫であり、水を入れたバケツなどに入れて半日陰の屋外に放置しても育つ。着生植物だが、必ずしも着生する「土台」が必要なわけでなく、水中に漂った状態でも育成できる。成長が早く繁殖力旺盛な水草なので、こまめなトリミングが必要である。気中における水上葉は毛足の短い絨毯のように広がり、水中とは違った姿になる。また、気中においては仮根を伸ばすこともある。陰生植物なので、光が当たらなくても育つ。

## ウィローモスと呼ばれるコケ
クロカワゴケ（Fontinalis antipyretica）、ミズキャラハゴケ（Taxiphyllum barbieri）など数種が流通している。クロカワゴケは日本にも生息している在来種であるが、野生のものは絶滅危惧種としてレッドリストに指定されている。ミズキャラハゴケは東南アジア原産の外来種である。ウィローモスの仲間にはジャワモス、フレイムモス、ウォーターフェザー、バブルモスなど様々な種類がいる。

### 南米ウィローモス
南米産のウィローモスという触れ込みで流通しているが、詳しい産地などは不明である。「ウィローモス」という名で流通している種より、明るい緑色をしており、三角形に枝分かれした葉をもつ。そのため、「ウィローモス」として売られているコケとは別種のコケであるという見方が強い。

## 観賞魚・園芸分野での利用

### 漁礁・隠れ家
細かい葉が生い茂り、茂みを作るという性質から、稚魚や稚エビを保護するための「漁礁」として使用される。また、水質の浄化を目的として、ベアタンク（底砂が入っていない水槽）に入れられることも多い。本種は水中に漂った状態でも育つため、マツモなどと同様、ベアタンクに使うには便利な水草である。活着性があり流木や石に活着させることができる。メダカなどの産卵床として使われることもある。

### エサ
コケを住処とする微生物を、補助的なエサとして期待する場合があり、その際、微生物の棲み処・隠れ家としてもウィローモスは使われることがある。また、ウィローモス、特にその新芽は、草食傾向の強い魚やヌマエビにとっても良いエサとなるため、ウィローモス自体が補助的なエサとして期待される場合もある。

### 観賞
着生するという性質を生かし、石や流木に着生させて育成する場合も多い。石や流木に着生させ「自然な雰囲気」を醸し出す目的で使われたり、人工物や構造物の繋ぎ目を隠す「カモフラージュ」としても使用される。アヌビアスやミクロソリウムなど他の着生植物とも組み合わせやすく、一緒に着生させているケースも見られる。栽培、維持は容易で初心者向け。ただし、光量が少なすぎたり、水温が低すぎたり高すぎたり、水質が合わなかったり、小さくカットしすぎると枯れてしまうこともある。

### テラリウム
高湿度の環境下や常に水が滴る環境では、容易に気中栽培が可能なため、アクアテラリウムやテラリウムの陸地を飾るためにも、よく使用される。密閉された湿度の高いテラリウムや、ポンプを用いた、人工の滝や湧き水で常に濡らされる場所で栽培するとよい。